# 고마쓰바라 마나부
고마쓰바라 마나부(일본어: 小松原 学, 1981년 4월 2일 ~ )는 일본의 전 축구 선수이다.

## 구단 경력
과거 쇼난 벨마레, 방포레 고후에서 활동하였다.